# Click and Boat
Click and Boat (также известная как Click & Boat) — онлайн-платформа для аренды яхт, катамаранов и лодок по всему миру. С помощью этой платформы частные и профессиональные владельцы судов могут сдавать свои лодки в аренду отдыхающим и другим энтузиастам парусного спорта. Взаимодействие между пользователями платформы строится на основе модели экономики совместного использования. Компания была основана в сентябре 2013 года французскими предпринимателями Эдуардом Гурьё и Джереми Бисмутом. Штаб-квартира компании находится в Париже.
В августе 2020 года на платформе было представлено 35 000 лодок в Европе и по всему миру, доступ к которым имело сообщество 400 000 зарегистрированных членов. Платформа доступна на английском (США, Великобритания и международный деловой английский), французском, немецком, испанском, итальянском, русском, греческом, голландском, польском и шведском языках.

## История
Жереми Бисмут и Эдуард Гориу, два предпринимателя из Марселя и Бретани соответственно, создали Click & Boat в сентябре 2013 года, запустив веб-сайт в декабре 2013 года. В апреле 2014 года стартап привлек 200 000 евро от частных инвесторов. Месяц спустя, Click and Boat присоединились к инкубатору Парижского университета Дофан с пятью сотрудниками. К июню 2014 года на платформе было размещено более 500 лодок во Франции и Европе. Компания предлагает широкий выбор лодок, от скоростных катеров до плавучих домов (барж). В декабре 2014 года, через год после запуска платформы, Click and Boat запустила свое первое мобильное приложение. С июля 2014 года по июль 2015 года компания выросла на 1000%. К сентябрю 2015 года владельцы лодок, разместившие свои лодки на платформе, заработали 2 миллиона евро, а в декабре 2015 года компания привлекла 500 000 евро на расширение своих услуг. В том же месяце команда Click and Boat приняла участие в Международной выставке яхт в Париже. В ноябре 2016 года компания купила своего французского конкурента Sailsharing и зарекомендовала себя как лидер в области peer-to-peer аренды лодок во Франции, увеличив список лодок на 30%. В том же месяце, незадолго до своего участия в Salon Nautique International в Париже, стартап объявил о раунде финансирования в размере 1 млн евро, привлеченном из фонда OLMA для ускорения своего международного развития, в результате чего общая сумма привлеченного капитала с момента его запуска составила 1,7 млн евро. Компания запустила свой сайт в США в феврале 2017 года. В целом в 2017 году было выполнено бронирование на сумму 15 миллионов евро.
В ноябре 2017 года Click and Boat объявила об открытии платформы для профессиональных чартерных компаний. К концу 2018 года планируется вывести 30 000 катеров в 50 странах. Два месяца спустя, в январе 2018 года, французский моряк Франсуа Габар присоединился к компании в качестве акционера и официального представителя, разместив свою лодку на платформе.
В июне 2018 года Click & Boat привлекла 4 миллиона евро от предыдущих инвесторов для ускорения своего международного развития. Соучредитель компании Эдуард Гориу сказал в интервью CNN: «Наша цель - стать международным лидером, так как Airbnb стал лидером в аренде квартир». Большинство бронирований совершается не французскими клиентами. Компания открыла офис в Марселе в марте 2019 года, наняв 50 новых сотрудников. Марсель находится вблизи каланков, популярного места для катания на лодках на юге Франции. Так же в 2019 году компания открыла офис в Майами, США. В августе 2019 года платформа предлагала более 30 000 лодок в более чем 50 странах мира.
В марте 2020 года Click and Boat делает первое международное приобретение, покупая своего немецкого конкурента Scansail.
В июле 2020 года Click and Boat Group открыла свой пятый офис в Барселоне и стала эталоном в мировом морском туризме, добавив на свою платформу 10 000 лодок после приобретения своего конкурента номер один Nautal.
В июле 2021 года Click and Boat Group заключила партнерство с инвестиционным фондом Permira и Boats Group для укрепления своих международных позиций.

## Бизнес-Модель
Click & Boat объединяет владельцев частных и профессиональных лодок с энтузиастами парусного спорта. Первые могут, таким образом, получать прибыль от своих лодок и яхт, поскольку они часто суда бывают дорогими в обслуживании, и при этом покидают пристань в среднем 10 дней в году. Аренда лодки через частного владельца может быть в три раза дешевле, чем через профессиональную компанию. Бизнес-модель компании основана на двух совпадающих тенденциях: совместное потребление, где использование в качестве услуги предпочтительнее владения, и рост онлайн-туризма через туристические веб-сайты. CNN назвал компанию «Airbnb of the Seas», а The Times назвал ее «Uber» мира лодочного спорта». С 2015 года компания получает прибыль, увеличивая свой годовой оборот вдвое.

## Как это работает?
Владельцы могут сдавать свои лодки в аренду со шкипером или без, или, в качестве альтернативы, находиться на борту с арендатором. В большинстве регионов ежедневное страхование всех рисков обеспечивается в рамках партнерства компании с Allianz.

## Награды
В 2016 году стартап был включен в рейтинг Frenchweb FW500, в который вошли 500 лучших французских цифровых компаний. Французская газета L'Express назвала Click & Boat одним из 200 лучших стартапов за тот же год.